# Campinas do Piauí
Campinas do Piauí é um município brasileiro do estado do Piauí. Localiza-se a uma latitude 07º39'37" sul e a uma longitude 41º52'54" oeste, estando a uma altitude de 230 metros. Sua população estimada em 2021 era de 4.988 habitantes.

## Localização
| Noroeste: Santo Inácio do Piauí | Norte: Santo Inácio do Piauí e Floresta do Piauí | Nordeste: Isaías Coelho |
| Oeste: Simplício Mendes         |                                                  | Leste: Isaías Coelho    |
| Sudoeste: Simplício Mendes      | Sul: Simplício Mendes                            | Sudeste: Isaías Coelho  |

## História
A história do município de Campinas do Piauí apoia-se sobre a construção da fábrica de laticínios que se localiza onde hoje é a sede do Município. Conhecida como a primeira grande Fábrica de Laticínios do Norte/Nordeste e uma das pioneiras no país, a Fábrica de Campos, foi fundada no ano 1876. O projeto foi elaborado pelo engenheiro alemão Alfredo Modrach a pedido do doutor Antônio Sampaio, que era seu amigo, com intuito de receber todo o leite advindo das antigas Fazendas Nacionais de Canudos, Pilões, Castelo e Olho D'Água dos Bois. Devido ao agrupamento em torno do prédio surgiu o então Povoado de Campos, onde moravam os diretores e funcionários da então fábrica, e Campos foi por muito tempo parte do Município de Simplício Mendes. Devido às grandes secas e à dizimação dos rebanhos, a fábrica sucumbiu restando hoje um imponente prédio em estado decadente necessitando ser tombado pelo Patrimônio Histórico e Cultural que é.
Campinas do Piauí foi elevada a categoria de cidade em 15.04.1964 juntamente com outros municípios arredores, desmembrada do município de Simplício Mendes.
Campos, como era conhecida, foi cercada por grandes fazendas, nesse percurso de tempo foi se originando o povoado "Campos" Na época havia muitos criadores de muitos rebanhos de gado (Brasil Imperial). Foi através das Fazendas Nacionais, como eram chamadas naquela época, que uma fábrica de laticínios foi subsidiada e instalada em Campos, quê mais tarde passaria a se chamar Campinas do Piauí, a fábrica funcionava a todo vapor, na produção de produtos derivados do leite, entre a produção estava a manteiga, requeijão e outros.

## Geografia
Fica localizada no centro-sul do estado do Piauí e possui uma área de 796,953 km². Faz fronteira com os municípios de Santo Inácio e Floresta do Piauí ao norte, com Isaías Coelho ao leste e com Simplício Mendes a oeste e ao sul. O mapa da cidade quase forma um triângulo e a maior área de fronteira forma-se com o Município de Simplício Mendes que também é o principal município de ligação para cidade no que se refere tanto à acessibilidade quanto à Economia, Saúde e Educação e para o qual há um intenso fluxo migratório diário.
Há no município dois outros importantes núcleos populacionais: o Povoado Alto Formoso e o Povoado Salinas, o primeiro situa-se ao Norte já próximo à fronteira com o município de Floresta do Piauí, e o segundo situa-se quase na ponta sul do triângulo e é uma importante comunidade quilombola, ou seja, de população predominantemente negra e que através de sua cultura popular ganhou destaque a nível estadual. Além desses, há outros núcleos populacionais menores, os chamados interiores: Lagoa Dantas, Sete Lagoas, Veredas, Volta, Carreiras, Mocó, Olho D'água dos Bois, Olho D'água das Ovelhas, Fome, Exu, Angical, Bocaína, Canto do Jorge, Canudos, Joaquim Pequeno, Malhada, Malhada Vermelha, Papagaio, Boqueirão, Descida de Boiada, Capitãozinho, Campo Grande, Retiro, Retiro Velho, Roça Velha, Castelo, Picos Grandes(Piquim), Permissão, Lages, Boa Vista, Vaca Brava, Cantinho, Cachorro, Cacimbas, Queimada Grande, Veredas do Meio, Lagoa da Chapada, Várzea Doce, Madeira Cortada, Peixe, Aroeira, Mocambo, Lagoa de Beber, Várzea do Padre, Malhada da Onça, Espalhador, Barrigudo, Poço da Pedra, Poços das Pedras e Várzea.

### Hidrografia
Pelo território do município passa um dos principais rios do estado, o rio Canindé que tem como principais afluentes diretos no município (citados de Sul a Norte) o Riacho da Fome, O Riacho da Gangorra, o Riacho da Volta, o Riacho Grande (que passa pelo perímetro urbano)e o Riacho da Carreiras, outro dois importantes são o Riacho das Salinas e o Riacho do Minadouro que deságuam no Riacho da Gangorra. As principais formações de água parada do município situam-se no noroeste do território e destacam-se: Lagoa Suja, Açude Bela Vista, Lagoa da Vargem, Lagoa de Fora, Lagoa do Alegrete, Lagoa da Bananeira e Lagoa da Colina. Além desses, cita-se a Lagoa da Fome no Centro-Leste e a Barragem do Boqueirão que durante muitos anos abasteceu o município.

### Clima
Campinas Possui um clima semiúmido e Quente com mínimas de 26 °C e máximas de 38 °C, está a 230m acima do nível do mar com precipitações média anual de 250mm. É portanto de clima semiárido e os meses mais chuvosos são os de janeiro a março.

### Vegetação
Possui como vegetação predominante a caatinga.

## Turismo e Cultura
Em 15 de Abril é comemorado o aniversário do município de Campinas do Piauí, muitas barracas e vendas são construídas ao redor da praça Gal. Ademar Rocha, a festividade é marcada logo pela manhã com o início das tradicionais disputas esportivas, com as modalidades entre corridas de bicicletas e maratona pelas ruas da cidade, com premiações entre primeiro e o terceiro colocado, é realizado também temas preventivos que discute  a saúde da população, com o acompanhamento de médicos e enfermeiros (as), entre outros profissionais da área, é distribuído camisetas que apresentam a marca comemorativa do aniversário da cidade, músicos e bandas de forró se apresentam durante o evento, pela noite é realizado cultos e missas, seguido de apresentações culturais, que envolve grupos de dança, apresentam samba de cumbuca, capoeira e outras encenações, logo depois Bandas de Forró de nível Nacional passam a alegrar a noite até o nascer do sol.
Entre os anos de 1995 a 2008 com a política de distribuição de renda em favorecimento à 90% da população, a relativização do desenvolvimento "custo-festivo" no município, crescia de forma extraordinária, pois o município a cada comemoração festiva somava cada vez mais um grande número de  participantes, advindos dos municípios círculo-vizinhos, como também famílias naturais do município que retomavam ao lugar no período festivo, para participarem das festividades.
Outra importante época são as férias de julho, quando os bons filhos à casa tornam. Época em que os estudantes voltam para cidade e acontecem festas e jogos para distração.
Os festejos do município, que tem como padroeiro o São Francisco de Assis, ocorrem no final de setembro a início de Outubro com celebrações religiosas.
O fim de ano costuma ser agitado, pessoas nativas de Campinas mas que moram em diversas regiões do Brasil e do Mundo retornam à casa e enchem a cidade. Junta-se a isso às quase diárias festas e ao grande baile de colação de grau e a cidade torna-se uma atração a parte.

## Economia
A principal atividade econômica do município é a agricultura e a pecuária de subsistência. A Prefeitura Municipal figura como o principal empregador, seguida pelo Governo do Estado do Piauí. A ausência de indústrias de grande porte evidencia a relevância do setor comercial, que abrange desde pequenos mercadinhos de produtos básicos até um supermercado, contribuindo de forma significativa para a economia local.
Adicionalmente, destaca-se o potencial para a produção de mel, atividade favorecida pelo clima da região. Mesmo sem incentivos específicos por parte do poder público, este setor vem apresentando crescimento anual, gerando renda complementar para as famílias envolvidas.

Outra atividade relevante é a extração de cera de Carnaúba, a qual enfrenta desafios decorrentes da infraestrutura local insuficiente, limitando seu desenvolvimento e eficiência.